# Amagasaki
Amagasaki és una ciutat japonesa a la prefectura de Hyōgo vora la badia d'Osaka. És un dels principals centres de producció de l'àrea de Kobe-Osaka amb un important port comercial. El 2010 tenia 453.748 habitants.